# سفينة المحمودية
سفينة المحمودية هي إحدى سفن البحرية العثمانية الحربية التي بُنيت في عهد السلطان العثماني محمود الثاني. اشتهرت بكونها من أكبر السفن الحربية الشراعية في ذلك الوقت وقد بقيت لسنوات طويلة أكبر سفينة حربية في العالم. امتازت باحتوائها على 128 مدفع موزعين على ثلاث طوابق، وقد كان عدد بحارتها 1280 بحاراً. في عام 1874 تم تفكيكها كقطع ليتم بيعها لدفع رواتب الضباط.
شاركت سفينة المحمودية في حصار مدينة سيفاتوبول تحت إمرة العميد بحري العثماني أحمد باشا في حرب القرم.